# Zdeněk Strnad
Zdeněk Strnad (* 1939 Praha) je český chemik, jehož hlavním zaměřením je materiálový výzkum pro zdravotnictví, v počátcích zaměřený na sklo a sklokeramické materiály, v pozdějším období orientovaný zejména na výzkum biomateriálů pro náhrady a regeneraci tkání v lidském organismu.

## Život a vědecká činnost
Studoval na Vysoké škole chemicko-technologické v Praze; studium ukončil v roce 1962 diplomovou prací zabývající se rozpouštěním pevných látek v taveninách. V roce 1970 obhájil na VŠCHT disertační kandidátskou práci v oboru silikátů a v roce 1992 se na škole habilitoval.
V letech 1970–1971 působil jako samostatný vědecký pracovník na Sheffieldské univerzitě, kde se věnoval zejména problematice fázových přeměn ve sklotvorných soustavách nemísitelnosti, nukleaci a krystalovému růstu jako základním pochodům řízené krystalizace skel umožňující přípravu v té době nových progresivních sklokeramických materiálů. Jedním z praktických přínosů těchto prací bylo vymezení nových oblastí složení vhodných pro přípravu sklokeramických materiálů v základním sklářském systému Na2O-CaO-SiO2, které vykazovaly bioaktivní vlastnosti.
V letech 1974–1992 působil ve Výzkumném ústavu Sklo Union a v jeho pražské dceřiné společnosti založil výzkumné oddělení zaměřené na materiálový výzkum v oblasti skel a skelně krystalických materiálů; zde vedl řešení různých oborových a státních výzkumných projektů. Praktické výsledky těchto projektů využil při realizaci osvojení výroby nově vyvinutých sklokeramických materiálů s nízkou nebo nulovou teplotní roztažností, určených pro výrobu varného nádobí (Nukryst Li/17) a sporákových varných panelů (Nukryst Zn/0), nebo při zavádění výroby bioaktivních sklokeramických materiálů určených pro náhradu kostní tkáně v lidském organismu (BAS-0).
Teoretickým přínosem tohoto výzkumu bylo zejména ucelené matematické zpracování problematiky termodynamických výpočtů a fázových diagramů metastabilního odmísení v kapalné fázi ve vícesložkových sklotvorných, kysličníkových systémech. V roce 1980 přednesl některé své výsledky na Mezinárodním sklářském kongresu v USA. Pak krátkodobě působil a svoje teoretické závěry ověřil na universitě ve Warwicku. Ve svých pracích se dále věnoval problematice určení vlivu chemického složení na bioaktivitu sklokeramických materiálů, skel a gelů na základě výpočtu nemůstkových kyslíků ve skelné struktuře s polymerní podstatou.
V letech 1978–1984 byl členem Československého komitétu ICG, kde pracoval v 7. odborné komisi – krystalizace skel. V sedmdesátých letech byl členem odborné komise Chemie silikátů při společnosti silikátové ČSVTS. V letech 1984–86 přednášel na VŠCHT v postgraduálním studiu v oboru technologie silikátů, od počátku osmdesátých let do současnosti je zde konsultantem a recenzentem diplomových a disertačních prací a do roku 2013 přednášel o biomateriálech. Kromě toho vyučoval na domácích i zahraničních univerzitách.
V roce 1986 přijal zaměstnání u firmy Nippon Electric Glass v Japonsku, kam byl pozván jako konzultant v oboru sklokeramických materiálů. V Japonsku začal spolupracovat s Kjótskou univerzitou a v listopadu 1994 společně zorganizovali v Praze konferenci o bioaktivních materiálech (první svého druhu). Po roce 1989 se zaměřil na výzkum bioaktivních materiálů pro náhradu a regeneraci tkání v lidském organismu. Po zániku ústavu Sklo Union na počátku devadesátých let založil společně s Igorem Riedlem společnost LASAK, v níž působil až do roku 2009. Později vyvinul endosteální implantát s bioaktivním povrchem.
Od roku 1964 žije v Praze, je ženatý a má dceru Kateřinu (*1966) a syna Jakuba (*1973). 

## Ocenění
- Cena České matice technické a SNTL (1983).
- Sklářská cena České silikátové společnosti (1986)

## Publikace (výběr)
Podílel se na přípravě různých knižních publikací, napsal více než 100 odborných článků a je držetelem několika patentů a užitných vzorů. Samostatně publikoval dvě knihy:
- Skelněkrystalické materiály, SNTL, Praha 1983
- Glass-Ceramic Materials/Liquid Phase Separation, Nucleation and Crystallization in Glasses, Elsevier, Amsterdam 1986